# Gesto delle virgolette

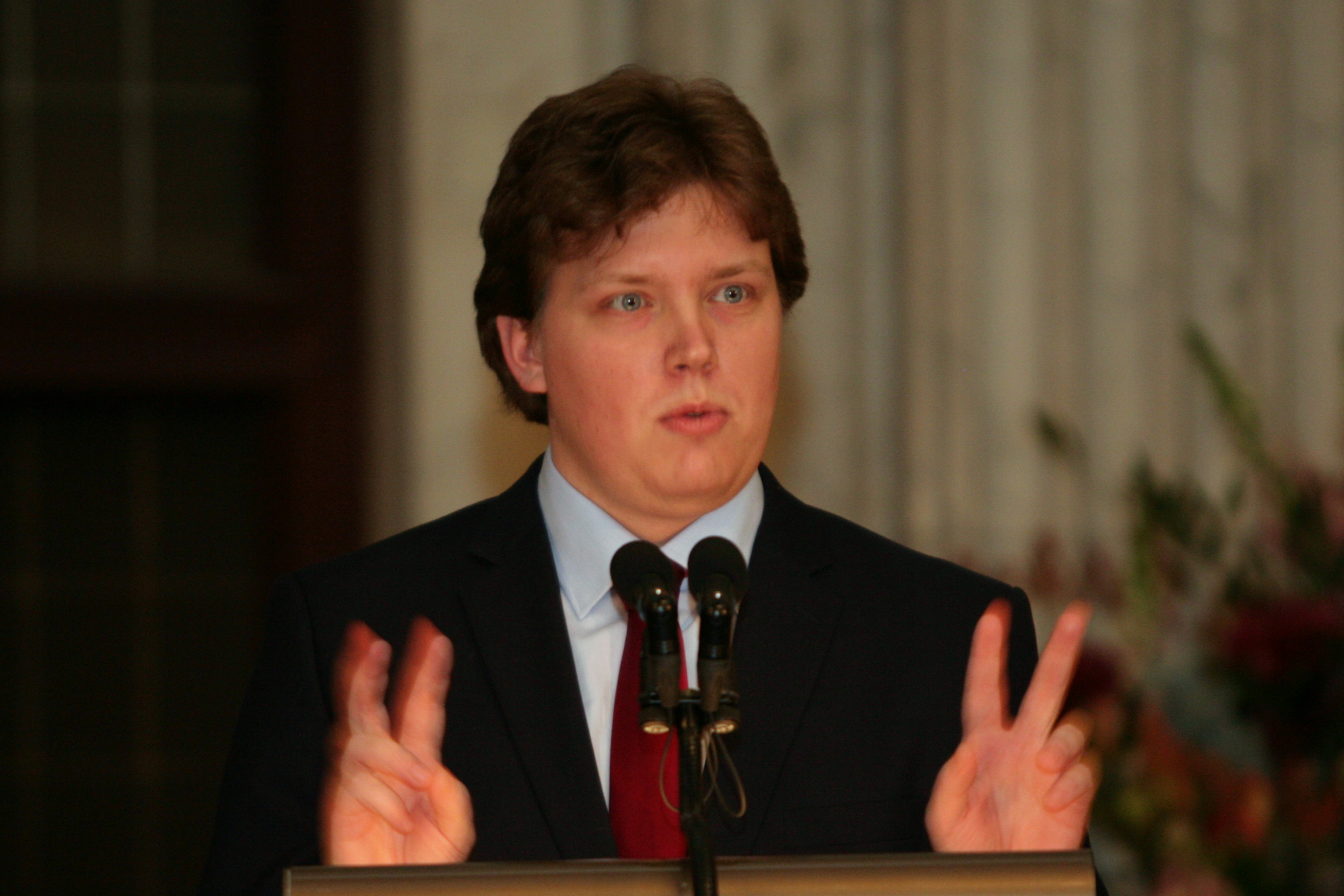
Gesto delle virgolette

Il gesto delle virgolette (in inglese air quotes) è un gesto della mano che consiste nel movimento degli indici e dei medi per riprodurre delle virgolette immaginarie. Il significato del gesto può indicare ironia, sarcasmo o la presa di distanza nel riportare una citazione.

Animazione che mostra il movimento delle dita

Sebbene sia già attestato come gesto nella rivista Science del luglio 1957, il termine "air quotes" è attribuito alla rivista Spy, che nel numero di marzo 1989 evidenzia l'uso del gesto nelle serie televisive degli anni 1980.